# Волфганг фон Хоенлое-Вайкерсхайм
Волфганг фон Хоенлое-Вайкерсхайм (на немски: Wolfgang von Hohenlohe-Weikersheim) е от 1568 г. граф на Хоенлое, от 1586 г. във Вайкерсхайм, от 1606 г. в Лангенбург и Нойенщайн. Той е привърженик на алхимията.

## Биография
Роден е на 14 юни 1546 година във Валденбург (Вюртемберг). Той е третият син на граф Лудвиг Казимир фон Хоенлое-Нойенщайн (1517 – 1568) и Анна фон Золмс-Лаубах-Лих (1522 – 1594), дъщеря на граф Ото I фон Золмс-Лаубах. Брат е на Албрехт фон Хоенлое-Валденбург (1543 – 1575), Филип Ернст фон Хоенлое-Нойенщайн (1550 – 1606) и Фридрих фон Хоенлое-Лангенбург (1553 – 1590), които нямат мъжки наследник.
Той посещава от 1558 г. две години университета в Тюбинген, две години учи в Париж и след това е на императорска служба във Виена, където участва в поход против турците. След смъртта на баща му 1568 г. той управлява първо с един от братята си и с майка си в Лангенбург, сам от 1574 г. През 1586 г. земята се поделя между него и братята му (Хоенлое-Нойенщайн, -Лангенбург и -Вайкерсхайм), и той отива във Вайкерсхайм. Във Вайкерсхайм сменя стария воден дворец с ренесансов дворец, прави ново управление и нова училищна система и малко преди смъртта си премахва робовладелството.
Той се занимава с отглеждане на коне и лечение, обича музиката и се занимава с химия и алхимия в своя лаборатория на два етажа в двореца. В бибкиотеката му се намирали 500 тома книги. През Тридесетгодишната война (1568 – 1648) фамилията Хоенлое бяга в Ордруф.
Умира на 28 март 1610 година във Вайкерсхайм на 63-годишна възраст.

## Фамилия
Волфганг се жени на 27 януари 1567 г. в Диленбург за графиня Магдалена фон Насау-Диленбург (* 15 декември 1547 в Диленбург; † 16 май 1633 в Йоринген), сестра на Вилхелм Орански, дъщеря на граф Вилхелм „Богатия“ фон Насау-Диленбург и Юлиана фон Щолберг-Вернигероде. Те имат децата:
- Катарина (1567 – 1615)
- Анна Агнес (1568 – 1616), омъжена 1587 г. за граф Филип Ернст фон Глайхен-Тона (1561 – 1619)
- Георг Фридрих (1569 – 1647), граф на Хоенлое във Вайкерсхайм, женен I. на 25 юни 1607 г. в Прага за фрайин Ева фон Валдщайн († 1631); II. на 27 август 1633 г. във Вюрцбург за графиня Мария Магдалена фон Йотинген-Йотинген (1600 – 1636)
- Юлиана (1571 – 1634), омъжена на 1 декември 1605 г. във Вайкерсхайм за граф Волфганг II фон Кастел-Ремлинген (1558 – 1631)
- Магдалена (1572 – 1596), омъжена на 7 февруари 1594 г. за граф Хайнрих II (XXIX) Ройс-Гера (1572 – 1635)
- Пракседис (1574 – 1635)
- Марта (1575 – 1638), омъжена на 23 юни 1617 г. в Лангенбург за граф Йохан Казимир фон Лайнинген-Вестербург (1587 – 1635)
- Мария Елизабет (1576 – 1605), омъжена на 22 октомври 1593 г. във Вайкерсхайм за граф Йохан Райнхард I фон Ханау-Лихтенберг (1568 – 1625)
- Лудвиг Казимир (1578 – 1604)
- Катарина Йохана (1579 – 1615)
- Крафт VII (1582 – 1641), граф на Хоенлое-Нойенщайн-Вайкерсхайм, женен на 17 май 1615 г. за пфалцграфиня София фон Цвайбрюкен-Биркенфелд (1593 – 1676), дъщеря на пфалцграф и херцог Карл I фон Пфалц-Цвайбрюкен-Биркенфелд
- Филип Ернст (1610 – 1584), граф в Лангенбург 1610 г., женен на 26 януари 1609 г. в Зоненвалде за графиня Анна Мария фон Золмс-Зоненвалде (1585 – 1634)
- Албрехт (1585 – 1605)
- Волфганг Ернст (1587 – 1588)
- Доротея Валбурга (1590 – 1656), омъжена на 7 май 1615 г. в Нойенщайн за граф Филип Хайнрих фон Хоенлое-Валденбург (1591 – 1644)